# Organomarsch
Die Organomarsch ist ein Marschboden, der vor allem in ehemaligen Lagunen und in Schilfgürteln der Bodengroßlandschaft Marsche und Moore unter Tideeinflussbereich vorkommt. Charakteristisches Merkmal dieses Bodens ist das verbreitete Vorhandensein der Eisenminerale Jarosit und Schwertmannit (Maibolt). In der neueren Deutschen Bodenklassifikation wird dieser Bodentyp der Abteilung der semiterrestrischen Böden der Klasse M (Marschen) zugeordnet. Seine Abkürzung lautet MO.
In der älteren Literatur wurde die Organomarsch auch als „Humusmarsch“ bezeichnet. Die Kategorie korrespondiert mit niederländischen Bodentypen, die als Moormarsch (moerige eerdgronden) bezeichnet werden.

## Entstehung und Verbreitung
Das Ausgangssubstrat für die Entstehung der Organomarsch ist ein humoser, brackisch – tidaler oder fluviatil – tidal, teilweise lithogener toniger Schluff oder Ton. Einlagerungen von Torfen und Mudden sind häufig zu beobachten. Die humosen Tone wurden in Stillwasserbereichen und Lagunen am Geestrand abgelagert und sind häufig im Bereich von Nehrungen und deren Hinterland sowie in gezeitenbeeinflussten Flussniederungen, z. B. von Ems, Weser, Elbe und Eider zu finden. Im Verlauf der Bodenbildung wurde die im Ausgangssediment vorhandene organische Substanz abgebaut einhergehend mit einer starken Versauerung des Bodens und Bildung von für diesen Bodentyp charakteristischen Eisenmineralen Jarosit (Maibolt).
Organomarschen sind häufig mit Dwog- und Knickmarschen sowie mit Niedermooren vergesellschaftet. Die Organomarschen nehmen lediglich 1 % der Marschböden in Niedersachsen ein.

## Unterteilung und Subtypen
Organomarschböden lassen sich in „Rohorganomarsch“ (OM1), die „unreife Organomarsch“ (OM2), die „normale Organomarsch“ (OM3), die „schwefelreiche Organomarsch“ (OM4) und die „eisenreiche Organomarsch“ (OM5) untergliedern.
Als Subtypen dieser Böden sind neben der typischen Organomarsch die „flache Organomarsch“ beispielsweise über Niedermoor oder die „flache Organomarsch“ über fossilen Böden, wie Podsol (Geestmarsch) ausgebildet.
In der internationalen Bodenklassifikation World Reference Base for Soil Resources (WRB) gehören Organomarschen überwiegend zu den Gleysolen. Der hohe Gehalt an organischer Substanz wird durch den Supplementary Qualifer Hyperhumic ausgedrückt.

## Horizontierung
Die Organomarsch ist durch eine charakteristische  oAh/oGo/oGr – Bodenhorizontierung gekennzeichnet.
Der erste Horizont wird durch jüngere Sedimente gebildet, der auf der älteren Oberfläche abgelagert wurde.
A-Horizont: Der stark humose, mineralische Oberbodenhorizont ist durch Anreicherungen von organischer Substanz gekennzeichnet, die allmählich nach unten abnimmt.
- oAh: Der organische („o“) Oberboden („A“) ist humos („h“) und daher dunkelbraun bis schwarz gefärbt. Er besteht aus stark humosem, schluffigem Lehm.

Unterhalb dieses Horizontes folgt der grundwasserbeeinflusste Mineralboden (G-Horizont: Mineralbodenhorizont mit Grundwassereinfluss).
Mitunter lässt der G-Horizont sich in einen Mineralbodenhorizont mit zeitweiliger und ständiger Grundwasserbeeinflussung untergliedern.
- oGo: Der obere grundwasserbeeinflusster Horizont aus schwach humosem, schluffigem Ton ist überwiegend durch oxidierende Bedingungen und einem geringen Anteil an sedimentärer organischer Substanz gekennzeichnet. Partiell ist dieser Horizont rostfleckig und durch Ausfällungen von Kalium-Eisensulfatmineralen (Maibolt, Jarosit) charakterisiert, die mitunter Konkretionen bilden können.
- oGr: Bis zum Anstehenden schließt sich ein weiterer grundwasserbeeinflusster, meist wassererfüllter Bodenhorizont („G“) aus humosem, tonigem Schluff an, in dem fast ganzjährig (mehr als 300 Tage) reduktive Prozesse („r“) dominieren. Dieser Bodenhorizont ist durch das Auftreten geringer Anteile von sedimentärer organischer Substanz mit Schilfresten gekennzeichnet.

## Eigenschaften, Nutzung und Gefährdung
Die stark humosen Organomarschen sind extrem saure Böden (pH-Wert um 2–3) und darüber hinaus aufgrund der Bodenstruktur kaum tragfähig und belastbar. Die Böden zeichnen sich durch eine hohe Nährstoffversorgung und ein hohes Schadstoffbindungsvermögen aus, sind in der Regel jedoch lediglich gering durchwurzelt. Sie eignen sich grundsätzlich nicht zum Ackerbau, vorwiegend extensive Grünlandwirtschaft ist jedoch möglich. Die Bodenwertzahl der Bodenschätzung der Organomarschen liegt gewöhnlich zwischen 55 und 64. Als Baugrund sind derartige Böden grundsätzlich nicht geeignet. Die Böden können nicht mit schweren Gerätschaften befahren und bearbeitet werden, da dies zu irreversiblen Bodenverdichtungen führen kann.
Durch Absenkung des Grundwasserspiegels sind Organomarschen potentiell im Bestand gefährdet, da es aufgrund der lockeren Lagerung des Bodens zu Bodensackungen und relativen Absenkungen des Geländeniveaus sowie einer Zersetzung des Humus infolge von erhöhter Sauerstoffzufuhr kommen kann.

## Weblink
- Objekt des Monats III/12: Die Organomarsch – wenig beachteter Kohlenstoffspeicher mit viel Schwefel. Bundesanstalt für Geowissenschaften und Rohstoffe; abgerufen am 12. Juli 2013